# 39e législature de l'Assemblée fédérale suisse
La 39e législature des Chambres fédérales s'étend du 29 novembre 1971 au 30 novembre 1975. Elle correspond à la 39e législature du Conseil national, intégralement renouvelé lors des élections fédérales de 1971.